# Poltár
Poltár é uma cidade da Eslováquia, situada no distrito de Poltár, na região de Banská Bystrica. Tem 30,53 km² de área e sua população em 2018 foi estimada em 5.632 habitantes.

## Demografia
| Ano:        | 1994 | 2004   | 2014   | 2024    |
| ----------- | ---- | ------ | ------ | ------- |
| Broj ljudi: | 5960 | 5977   | 5742   | 5123    |
| Razlika:    |      | +0,28% | -3,93% | -10,78% |

| Ano:               | 2023 | 2024   |
| ------------------ | ---- | ------ |
| Número de pessoas: | 5170 | 5123   |
| Diferença:         |      | -0,90% |